# Əhmədli (métro de Bakou)
Əhmədli est une station de métro azerbaïdjanaise de la ligne 1 du métro de Bakou. Elle est située rue Məhəmməd Hadi, à l'est du Raion Xətai  dans la ville de Bakou.
Elle est mise en service en 1989, alors que le pays fait partie de l'Union des républiques socialistes soviétiques (URSS).
Exploitée par Bakı Metropoliteni, elle est desservie chaque jour entre 6 heures et minuit. Plusieurs arrêts d'autobus sont desservis par de nombreuses lignes.

## Situation sur le réseau
Établie en souterrain, la station Əhmədli est située sur la ligne 1 du métro de Bakou, après la station Xalqlar Dostluğu, en direction de İçərişəhər et Həzi Aslanov, l'un des terminus de la ligne.

## Histoire
Bakou est la capitale de la République socialiste soviétique d'Azerbaïdjan, lorsque la station « Əhmədli », littéralement en français « l'amitié des peuples », est mise en service le 28 avril 1989, lors de l'ouverture à l'exploitation du prolongement de la ligne, long de 3 kilomètres, depuis Neftçilər. Elle est créée par les architectes L. Kochubey et L. Abramenko. Peu profonde, son quai central a deux rangées de piliers à base carrée, les murs, le sol et les piliers présentent un décor fait de lignes géométriques alternant le marbre blanc et le granit gris.
Bakou est devenue la capitale de la République d'Azerbaïdjan, indépendante depuis 1991, lorsqu'elle devient une station de passage, le 20 décembre 2002 avec l'ouverture du prolongement, long de 1,4 kilomètre, jusqu'au nouveau terminus de Həzi Aslanov.

## Service des voyageurs

### Accueil
Elle dispose de plusieurs bouches au croisement des rues Məhəmməd Hadi et Sarayevo.

### Desserte
Əhmədli est desservie quotidiennement par les rames qui circulent sur la ligne entre 6 heures et minuit.

### Intermodalité
À proximité, plusieurs arrêts de bus sont desservis par de nombreuses lignes.